# Гней Клавдий Север Арабиан
Гней Клавдий Север Арабиан (Gnaeus Claudius Severus Arabianus; * 113- сл. 176 г.) е политик, сенатор и философ на Римската империя през 2 век.
Фамилията му произлиза от Pompeiopolis в Пафлагония, където е роден.
Той е син на Гай Клавдий Север (суфектконсул 112 г. и легат в Арабия).
През 146 г. Север е редовен консул заедно със Секст Еруций Клар.
Север се ползва с много добра репутация като философ. Привърженик e на Ликейската школа (Peripatos Philosophie) и учител на бъдещия император Марк Аврелий, който го споменава в своите произведения. 
Неговият син Гней Клавдий Север е консул през 173 г. при своя тъст Марк Аврелий.